# Южный Песисир
Южный Песисир (индон. Pesisir Selatan) — округ в составе провинции Западная Суматра. Административный центр — город Пайнан.

## География
Площадь округа — 5 749,89 км². На севере граничит с территорией муниципалитета Паданг, на северо-востоке — с округами Солок и Южный Солок, на юго-востоке — с территорией провинции Джамби, на юге — с территорией провинции Бенкулу, на западе омывается водами Индийского океана.

## Население
Согласно переписи 2010 года, на территории округа проживало 429 246 человек.

## Административное деление
Территория округа Южный Песисир административно подразделяется на 11 районов (kecamatan):
| - Баса IV Балай Тапан - Батанг-Капас - Баянг - IV Джурай - Кото XI Тарусан - Ленгаянг | - Линго-Сари-Баганти - Лунанг-Силаут - Панчунг-Соал - Ранах-Песисир - Сутера |